# Fishman (wrestler)
Fishman, pseudonimo di José Ángel Nájera Sánchez (Torreón, Coahuila, 6 gennaio 1951 – 8 aprile 2017), è stato un wrestler messicano.
Lottò nelle federazioni Empresa Mexicana de Lucha Libre, Universal Wrestling Association, World Wrestling Association e AAA in Messico e frequentemente anche in Giappone e Stati Uniti d'America. Nájera perse la maschera dopo essere stato sconfitto in un match nel 2000 e si ritirò dal ring poco tempo dopo. Tre dei suoi figli sono wrestler mascherati: Black Fish, El Hijo del Fishman e El Único de Ciudad Juárez.

## Carriera

### World Wrestling Association (1988–1990)
Nel 1988 Fishman cominciò a dividere il proprio tempo tra la UWA e la World Wrestling Association (WWA) di Tijuana, Baja California. Mentre lottava nella WWA restò coinvolto in una lunga rivalità con Rey Misterio Sr., lo zio del più noto Rey Mysterio. La stoyline vide Fishman smascherare Misterio Sr. il 25 marzo 1988, sconfiggendolo in un match Luchas de Apuestas. L'11 marzo 1989, Rey Misterio Sr. sconfisse Fishman nella finale del torneo per incoronare il primo WWA World Junior Light Heavyweight Champion. Fishman sconfisse Misterio il 18 maggio 1990, conquistando il titolo e restando campione per 113 giorni prima di perderlo contro Villano IV.

### Lucha Libre AAA World Wide (1992–1997)
Con il declino della UWA dei primi anni novanta, nel 1992 circa Fishman iniziò a lavorare a tempo pieno per la Asistencia Asesoría y Administración. Lottò nei principali show annuali della compagnia, Triplemania II-A, insieme a Blue Panther e La Parka, venendo sconfitto da Tiger Mask III, Konnan e Máscara Sagrada Qualche settimana dopo Fishman prese parte anche a Triplemania II-C, questa volta insieme a Fuerza Guerrera e Pirata Morgan, finendo nuovamente sconfitto da El Torero, Rey Misterio e Rey Misterio Jr. L'anno seguente ottenne una vittoria importante nella AAA quando lui, Cien Caras, Máscara Año 2000 e Jerry Estrada sconfissero Konnan, Perro Aguayo, Latin Lover e Máscara Sagrada. Nel 1996 partecipò a Triplemanía IV-C, dove insieme a Jerry Estrada, Villano IV e May Flowers, fu sconfitto da La Parka, Winners, Super Caló & El Mexicano Alla fine del 1998 lottò insieme a Angel Blanco Jr., Cien Caras & El Halcon partecipando al torneo per determinare i primi vincitori del Mexican National Atómicos Championship, sconfiggendo il team composto da Blue Demon Jr., Latin Lover, Mascara Sagrada e Super Calo al primo round. Furono però sconfitti al secondo turno da Pierroth Jr. e Los Villanos (III, IV & V). Con l'età Fishman non era più così veloce sul ring come una volta e lo stile di wrestling rissoso che in precedenza lo aveva caratterizzato non entusiasmava i fan degli anni '90 che cercavano più un ritmo elevato e uno stile acrobatico come quello dei lottatori più giovani della AAA.

### Consejo Mundial de Lucha Libre (1998–1999)
Fishman tornò nella EMLL, ora rinominata Consejo Mundial de Lucha Libre (CMLL), nel 1998. Partecipò al torneo Ruleta de la Muerte '98 dove i tag team competono in un torneo di una notte, solo che in questo caso la squadra perdente avanzerebbe nel torneo e se perdesse la finale sarebbe costretta ad affrontarsi con le proprie maschere in palio. Fishman e Lizmark sconfissero El Hijo del Santo e Guerrero del Futuro al primo turno. Hijo del Santo avrebbe smascherato Guerrero del Futuro nel main event della serata. Il 19 marzo 1999 la CMLL tenne l'annuale show Homenaje a Dos Leyendas: El Santo y Salvador Lutteroth. Fishman lottò in coppia con l'ex main eventer UWA Villano III, ma perse contro Mr. Niebla e Shocker nel primo round. La CMLL tenne un'altra edizione del torneo Ruleta de la Muerte nel 1999. Questa volta Fishman fece coppia con La Parka e perse al primo turno contro Mr. Niebla e Tinieblas Jr., ma nel secondo round furono in grado di sconfiggere Shocker e Rey Bucanero.

## Morte
Nájera morì l'8 aprile 2017 a causa di un infarto. Nelle sue ultime apparizioni in pubblico era sembrato molto fragile e provato.

## Personaggio
Mossa finale
- Standing, running o missile front dropkick

## Titoli e riconoscimenti
- Empresa Mexicana de la Lucha Libre
  - Mexican National Welterweight Championship (3)[6][13]
  - NWA World Welterweight Championship (1)[14]
- Pro Wrestling Illustrated
  - 324º classificato nella lista dei migliori 500 wrestler singoli nei "PWI Years" del 2003[15]
- Universal Wrestling Association
  - UWA World Light Heavyweight Championship (4)[16]
  - WWF Light Heavyweight Championship (2)[17]
  - Copa Ovaciones y Costalazos – con Perro Aguayo e El Faraón
- World Wrestling Association
  - WWA World Junior Light Heavyweight Championship (1)[18]